# Narodni zgodovinski muzej (Brazilija)
Narodni zgodovinski muzej (portugalsko Museu Histórico Nacional) Brazilije je bil ustanovljen leta 1922 in ima več kot 287.000 predmetov, vključno z največjo numizmatično zbirko v Latinski Ameriki. Arhitekturni kompleks, v katerem je muzej, je bil zgrajen leta 1603 kot utrdba sv. Jakoba Usmiljenega; prejšnje strukture segajo v leto 1567, postavljene po naročilu portugalskega kralja Sebastijana I. Leta 1693 je bil zgrajen zapor Calaboose za sužnje. Leta 1762 je bila Casa do Trem dodana kot skladišče orožja in streliva. Zadnji dodatki so vojni arzenal (1764) in vojašnica (1835).

## Zgodovina
Narodni zgodovinski muzej, ki je bil ustanovljen avgusta 1922 z odlokom predsednika Epitácia Pessoe, začne delovati oktobra in združuje razstavo ob stoletnici v dveh posebnih prostorih Casa do Trem (Skladišče streliva).
V 75 letih neprekinjenega delovanja je muzej zbral največjo zbirko pod okriljem Ministrstva za kulturo in postal pomembno kulturno središče, ki je postopoma zasedel celoten arhitekturni kompleks Calaboose Pointa, kjer je bila nekoč utrdba Santiago.
Kot prvi brazilski muzej, ki je izvajal uradni tečaj muzeologije, je služil kot izhodišče za nastanek drugih pomembnih lokalnih muzejev in tako postal mednarodno znan v štiridesetih letih prejšnjega stoletja.
Danes muzejski kompleks zavzema 20.000 m² površine. Hrani več kot 287.000 eksponatov, ki so razstavljeni na več kot 25 stalnih in občasnih razstavah.
Samo muzejska knjižnica ima več kot 57.000 naslovov, mnogi iz 15. stoletja, ter 50.000 dokumentov in fotografij.

## Zbirka
Oblikovanje zbirke Narodnega zgodovinskega muzeja je izhajalo iz predmetov drugih institucij, ki so obstajale že ob njegovi ustanovitvi. Različni elementi in deli iz Brazilskega nacionalnega arhiva in Numizmatičnega urada Nacionalne knjižnice. Sodeloval je tudi pri nakupu Casa da Moeda, Narodnega muzeja lepih umetnosti, Ministrstva za vojsko in Ministrstva za mornarico.
Zbirka zasebnih zbirateljev, kot so bahijski senator Miguel Calmon de Pin e Almeida, družina Guinle in muzeologinja Sophia Jobin, je pomagala sestaviti premoženje muzeja v njegovem začetnem obdobju. Druga pomembna zbirka, pridobljena v zgodnjih letih muzeja, so religiozne skulpture iz slonovine poslovneža in zbiratelja Souze Lime, ki jih je leta 1940 kupil predsednik Getúlio Vargas na določen način, ki ga je promovirala Caixa Econômica Federal.

## Digitalna zbirka
Digitalna zbirka Nacionalnega zgodovinskega muzeja (MHN) je spletni repozitorij, odprt za javnost, ki zagotavlja eksponate in tehnične rezerve institucije. Postavitev sprva obsega 500 del iz slikarske zbirke, v prihodnjih mesecih pa bodo dodani novi predmeti iz drugih področij muzejske zbirke.
Zbirko je pripravila ekipa MHN. V tej prvi fazi so izšle tri nove zbirke: Marinhas - De Martino, Portraits of the Empire in Carioca Landscapes.
Zbirka je dostopna na tej povezavi: http://mhn.acervos.museus.gov.br/ 

## Središče artefaktov
- Cesarski prestol Petra II. Brazilskega
- Začasna razstava avtohtonih vaz
- Eden najpomembnejših del muzeja: Bitka pri Riachuelu, 1882
- kraljevi prestol Ivana VI. Portugalskega
- Stalna razstava kočij iz cesarske dobe
- Notranjost muzeja